# Ректорский дом
Ректорский Дом — здание Императорского Московского университета на Моховой, в котором размещалась квартира ректора Московского университета.

## История
Ректорский Дом — здание Императорского Московского университета на Моховой, в котором размещалась квартира ректора Московского университета.
Здание «Ректорского дома» было построено в 1740-х годах и входило в постройки дворцовой усадьбы князей Волконских. В 1802 году этот дом был куплен Императорским Московским университетом. «Ректорский дом» представлял собой обычный двухэтажный московский дом с вросшими в землю окнами нижнего этажа. Это было старейшее здание университета, которое единственное уцелело во время пожара 1812 года. Название «ректорский» дом получил потому, что в него из Главного корпуса была перенесена квартира ректора университета, занявшая бо́льшую часть второго этажа.
Покупая этот дом, попечитель университета М. Н. Муравьёв собирался надстроить его и разместить здесь музей естественной истории и университетскую библиотеку. Болезнь архитектора М. Ф. Казакова и внезапная смерть Муравьёва помешали осуществлению этого плана. Дом был использован под квартиры ректора и профессоров. Когда в университете появилась выборная должность ректора, то занявший ее в 1805 году П. И. Страхов вместо размещения в прежних директорских покоях Главного корпуса выбрал для проживания квартиру в этом доме. Его примеру последовали и последующие ректоры.
В доме жили П. И. Страхов, И. А. Двигубский, А. В. Болдырев, Д. М. Перевощиков и другие ректоры университета до начала 1970-х годов. Здесь жил юрист, один из руководителей студенческого театра университета, профессор Н. Н. Сандунов, на квартире которого собиралась вся театральная и литературная Москва. 
Ректорский дом славно послужил русской науке. И. А. Двигубский превратил террасу дома в площадку для астрономических и метеорологических наблюдений и проведения физических опытов. Руководство этой обсерваторией Двигубский поручил недавнему крепостному, магистру Александру Бугрову, а результаты наблюдений регулярно публиковались в газете «Московские ведомости». В этой лаборатории Н. В. Коцауров, М. А. Максимович и другие ученики Двигубского подготовили свои кандидатские и магистерские диссертации. В этом доме Двигубский редактировал многотомное периодическое издание «Новый магазин естественной истории, физики, химии, сведений экономических», выходившее в 1820—1829 годах. Это было одно из важнейших научных периодических изданий в России. В этом журнале в 1830 году появилась первая печатная работа студента Александра Герцена.
Ректор А. В. Болдырев уступил часть своей квартиры молодому профессору Н. И. Надеждину, а Надеждин, в свою очередь, в одной из своих комнат держал при себе студента Виссариона Белинского, который, не закончив университетский курс, был сотрудником и правой рукой Надеждина, редактора, издававшего в то время журнал «Телескоп». В «Ректорском доме» практически находилась редакция этого журнала 1831—1836 годах.
Избранный ректором в 1871 году, известный историк С. М. Соловьев не захотел использовать казенную квартиру и уступил её под лабораторию профессору А. Г. Столетову, который много лет добивался помещения для создания физической лаборатории, где можно было бы не только обучать студентов, но и проводить научные исследования. Получив в своё распоряжение квартиру ректора, Столетов создал здесь библиотеку, кабинет справочных реферативных журналов для физиков и физическую лабораторию с тремя залами для работы студентов, химическим и фотографическим кабинетами и механической мастерской. В начале 1880-х годов под лаборатории была переделана и остальная часть второго этажа, которую до этого занимала квартира В. В. Марковникова.
Ректорский дом вошёл в историю физики. Несмотря на недостаток площадей, Столетову удалось превратить лабораторию в «Ректорском доме» в подлинную колыбель школы русской физики, создать «столетовскую» школу. Именно здесь он завершил свои известные работы по исследованию фотоэффекта и прославился созданием фотоэлемента. В столетовской лаборатории неоднократно бывал П. Н. Яблочков, осуществлявший здесь исследования электрического тока. В этих стенах работали Жуковский и знаменитый физик П. Н. Лебедев, измеривший давление света (его лаборатория располагалась в подвале здания). И. Ф. Усагин проводил в лаборатории большую исследовательскую работу по трансформированию электрического тока, позволившую ему выставить на Всероссийской промышленно-художественной выставке (1882) прибор, являющийся прообразом современного трансформатора.
В 1904 году столетовская лаборатория и аудитория были перенесены в новое здание Физического института, Ректорский дом превратился в обычное жилое здание, в котором жили профессора университета. В этом доме жили известные геологи А. П. Павлов и М. В. Павлова.

## Снос
Здание, уцелевшее в пожаре 1812 года, было выведено из подчинения МГУ и под предлогом аварийности снесено летом 2000 года.